# Cam Fowler
Cameron „Cam“ Matthew Fowler (* 5. Dezember 1991 in Windsor, Ontario) ist ein US-amerikanisch-kanadischer Eishockeyspieler, der seit Dezember 2024 bei den St. Louis Blues in der National Hockey League unter Vertrag steht. Zuvor war der Verteidiger über 14 Jahre bei den Anaheim Ducks aktiv, die ihn im NHL Entry Draft 2010 an zwölfter Position ausgewählt hatten.

## Karriere
Cam Fowler begann seine aktive Laufbahn 2006 bei den Detroit Honeybaked in der Midwest Elite Hockey League, für die er ein Jahr aktiv war. Bei der OHL Priority Selection wurde er im Folgejahr in der ersten Runde an insgesamt 18. Position von den Kitchener Rangers aus der Ontario Hockey League ausgewählt, für die er jedoch nie auflief und sich in der Folge entschied, seine Laufbahn beim USA Hockey National Team Development Program in der North American Hockey League fortzusetzen. Dort zählte er in seiner Premierensaison sogleich zu den Stammkräften. Nach einem weiteren Jahr in der NAHL schloss sich der Defensivakteur im Sommer 2009 den Windsor Spitfires an. In der Saison 2009/10 gewann er mit den Spitfires den J. Ross Robertson Cup, die Meisterschaft der Ontario Hockey League, und den Memorial Cup. Außerdem wurde Fowler aufgrund seiner Leistungen ins OHL All-Star-Game eingeladen und ins Memorial Cup All-Star Team gewählt.
Der Abwehrspieler wurde beim NHL Entry Draft 2010 in der ersten Runde an insgesamt 12. Position von den Anaheim Ducks ausgewählt. Am 28. Juli 2010 unterzeichnete er einen auf drei Jahre befristeten Vertrag bei den Kaliforniern.
Fowler debütierte am 8. Oktober 2010 in der National Hockey League und stand in der Partie gegen die Detroit Red Wings insgesamt 21,2 Minuten auf dem Eis. Im Verlauf seiner Rookiesaison überzeugte er in seiner bevorzugten Rolle als Offensivverteidiger und war mit 40 Punkten aus 76 Spielen der regulären Saison der zweitbeste Scorer unter den Verteidigern innerhalb der NHL hinter Kevin Shattenkirk. Fowlers Plus/Minus-Bilanz von −25 war jedoch die schlechteste aller Neulinge. Für das NHL All-Star Game 2011 wurde er als einer von zwölf Rookies nominiert, die am Honda NHL SuperSkills teilnahmen.
Im Juli 2017 unterzeichnete Fowler einen neuen Vertrag in Anaheim, der ihm mit Beginn der Saison 2018/19 in den folgenden acht Jahren ein Gesamtgehalt von 52 Millionen US-Dollar einbringen soll. Nach 14 Jahren in Anaheim wurde er im Dezember 2024 allerdings an die St. Louis Blues abgegeben, wobei Anaheim im Gegenzug Jérémie Biakabutuka sowie ein Zweitrunden-Wahlrecht im NHL Entry Draft 2027 erhielt. Fowler verließ die Ducks nach insgesamt 991 Einsätzen, wobei er in der ewigen Bestenliste des Teams zu diesem Zeitpunkt nur von Ryan Getzlaf (1157) übertroffen wurde. Seine insgesamt 1000. Partie der regulären Saison bestritt er dann im Trikot der Blues, im Rahmen des NHL Winter Classic 2025.

### International
Fowler nahm mit dem Team USA auf Juniorenebene an der U18-Junioren-Weltmeisterschaft 2009 und der U20-Junioren-Weltmeisterschaft 2010 teil. Er stand bei beiden Teilnahmen in jeweils sieben Partien im Einsatz und gewann mit der Mannschaft nach Siegen gegen Russland und Kanada zwei Mal die Goldmedaille. Weiters vertrat er sein Heimatland bei der World U-17 Hockey Challenge 2008 und gewann die Silbermedaille. Für die Weltmeisterschaft 2011 wurde Fowler erstmals in den Kader der US-amerikanischen Seniorenauswahl für ein Turnier nominiert. Im Verlauf des Wettbewerbs kam er in allen sieben Begegnungen der USA zum Einsatz, erzielte drei Scorerpunkte und scheiterte mit der Mannschaft in den Viertelfinals gegen Tschechien.

## Erfolge und Auszeichnungen
| - 2010 Teilnahme am CHL Top Prospects Game - 2010 OHL All-Star Game - 2010 J.-Ross-Robertson-Cup-Gewinn mit den Windsor Spitfires - 2010 Memorial-Cup-Gewinn mit den Windsor Spitfires | - 2010 Memorial Cup All-Star Team - 2011 Teilnahme an der NHL All-Star Game SuperSkills Competition - 2017 Teilnahme am NHL All-Star Game |

### International
| - 2008 Silbermedaille bei der World U-17 Hockey Challenge - 2009 Goldmedaille bei der U18-Junioren-Weltmeisterschaft - 2009 Bester Verteidiger der U18-Junioren-Weltmeisterschaft | - 2009 All-Star-Team der U18-Junioren-Weltmeisterschaft - 2010 Goldmedaille bei der U20-Junioren-Weltmeisterschaft |

## Karrierestatistik
Stand: Ende der Saison 2024/25

### International
Vertrat die USA bei:
| - World U-17 Hockey Challenge 2008 - U18-Junioren-Weltmeisterschaft 2009 - U20-Junioren-Weltmeisterschaft 2010 | - Weltmeisterschaft 2011 - Weltmeisterschaft 2012 - Olympischen Winterspielen 2014 |

(Legende zur Spielerstatistik: Sp oder GP = absolvierte Spiele; T oder G = erzielte Tore; V oder A = erzielte Assists; Pkt oder Pts = erzielte Scorerpunkte; SM oder PIM = erhaltene Strafminuten; +/− = Plus/Minus-Bilanz; PP = erzielte Überzahltore; SH = erzielte Unterzahltore; GW = erzielte Siegtore; 1 Play-downs/Relegation; Kursiv: Statistik nicht vollständig)